# Holsted
Holsted – miasto w Danii, położone ok. 230 km na zachód od Kopenhagi. Populacja: 3172 (stan na dzień 1 stycznia 2010). 
Do 2007 r. siedziba władz byłej gminy Holsted, od 2007 r. w gminie Vejen.